# 金仁泰 (政治家)
金 仁泰（キム・インテ、朝鮮語: 김인태、1904年 - 1960年）は、大韓民国の公務員、政治家。華城郡郡守、平沢郡郡守署理、第2代韓国国会議員を歴任した。

## 経歴
京畿道華城郡出身。京城農業学校（現・ソウル市立大学校）卒。農会職員、華城郡産業課長・郡守、平沢郡守署理、華城甲選挙区選出の無所属国会議員、国会農林委員を務めた。
1960年6月12日、民主党の華城甲選挙区公認立候補者として第5代総選挙に向けて出馬を準備していた最中、乗っていた水原からソウルへ向かうジープ車が何かを避けようとしてハンドル操作を誤ったことで転落事故を起こし頭骨損傷の危篤状態となり、その後投票日の前に死去した。

## 活動
第2代国会議員在籍時は農林委員として、食糧対策をはじめ農村が抱える問題の解決に向けて活動した。また、国際共産党に関わり逮捕された議員の軍法会議について公開を求め追及した。